# Hemidactylus maculatus
Hemidactylus maculatus este o specie de șopârle din genul Hemidactylus, familia Gekkonidae, descrisă de Auguste Henri André Duméril și Bibron 1836.

## Subspecii
Această specie cuprinde următoarele subspecii:
- H. m. maculatus
- H. m. hunae